# Държавен архив на Северна Македония – Отделение Тетово
Държавният архив на Северна Македония – Отделение Тетово (на македонска литературна норма: Државен Архив на Република Македонија – Одделение Тетово) е подразделение на Държавния архив на Северна Македония.

## История
Историческият архив в Тетово работи като подразделение на Държавния архив на Северна Македония и се намира на ул. „Цветан Димов“ № 1 в Тетово. Подразделението в Тетово е създадено като „Исторически архив за общините Тетово и Гостивар“ през 1961 година, а днес териториалният обхват включва девет общини: Гостивар, Тетово, Бървеница, Боговине, Желино, Йегуновце, Теарце, Врабчище, Маврово и Ростуше.

## Работа на подразделение
Подразделението работи в адаптирана за нуждите на архива сграда и има работа със 183 притежатели на архивни материали. В подразделението в Тетово има общо 701 архивни фонда и колекции. Материалите се отнасят най-вече до периода след 1944 г., а по-малък брой от тях са за предишния период.
В процеса на работата на подразделението са организирани архивни изложби:
- „АСНОМ“ 1944 – 1994 в Дом на културата в Тетово, 1994 година,
- „Тито – мисъл, думи и дело“, в Дом на културата в Тетово, 1981 година.

## По-важни фондове
По-важни фондове и колекции са:
- градските общини и управи (1918 – 1941 година);
- народно-освободителните, народните комитети и събрания (1944 – 1990);
- търговската, занаятчийската, ресторантьорска и земеделската камера (1945 – 1965);
- първостепенни, околийски и общински съдилища (1919 – 1972);
- политическите организации и сдружения (1945 – 1990).

Фондовете на основните и средните училища включват всички общини (1913 – 1986). Религиозните фондове на православната църква (1887 – 1937) – архиерейски наместничества, църковни общини, църкви и манастири и от ислямската религиозна общност (1930 – 1944) – вакъфи и имамати. Най-старият документ се намира в колекция документи на турски език от Тетовската кааза и датира от 1705 година.